# Odienné (departement)
Odienné är ett departement i Elfenbenskusten. Det ligger i regionen Kabadougou, i den nordvästra delen av landet, 400 km nordväst om huvudstaden Yamoussoukro.